# Liste der Botschafter der Vereinigten Staaten in Neuseeland

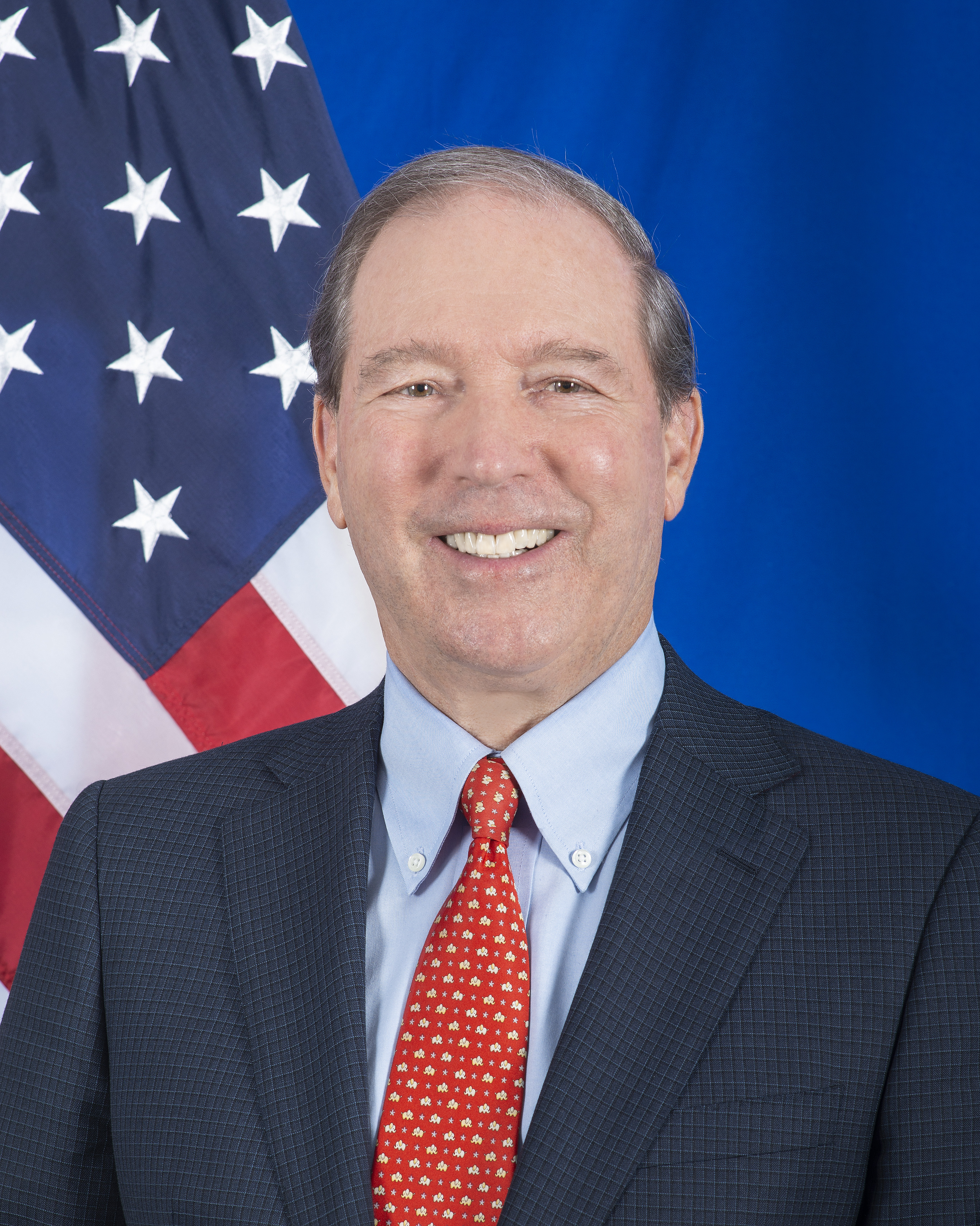
Thomas Stewart Udall, derzeitiger Botschafter in Neuseeland

Der Botschafter der Vereinigten Staaten von Amerika in Neuseeland ist der Botschafter (bis 1948 Gesandter) der Vereinigten Staaten von Amerika in Neuseeland.

## Botschafter
| Amtszeit  | Name                         | Bemerkung |
| --------- | ---------------------------- | --- |
| 1942      | Patrick Jay Hurley           | Envoy Extraordinary and Minister Plenipotentiary                                                             |
| 1943–1944 | William Carter Burdett       | Envoy Extraordinary and Minister Plenipotentiary, starb in Neuseeland                                        |
| 1944–1945 | Kenneth Stuart Patton        | Envoy Extraordinary and Minister Plenipotentiary                                                             |
| 1946–1947 | Avra Milvin Warren           | Envoy Extraordinary and Minister Plenipotentiary                                                             |
| 1948–1955 | Robert McGregor Scotten      | 1948 zum Botschafter befördert                                                                               |
| 1955–1956 | Robert Clymer Hendrickson    | |
| 1957–1960 | Francis Henry Russell        | |
| 1961–1963 | Anthony Boyce Akers          | |
| 1963–1967 | Herbert Butler Powell        | |
| 1967–1969 | John Francis Henning         | |
| 1969–1972 | Kenneth Franzheim II         | Zeitgleich akkreditiert in Samoa, Fidschi und Tonga, stationiert in Wellington                               |
| 1972–1974 | Chalmers Benedict Wood       | Chargé d’Affaires ad interim, zeitgleich akkreditiert in Samoa, Fidschi und Tonga, stationiert in Wellington |
| 1974–1979 | Armistead Inge Selden junior | Zeitgleich akkreditiert in Samoa, Fidschi und Tonga, stationiert in Wellington                               |
| 1979–1981 | Anne Clark Martindell        | Zeitgleich akkreditiert in Samoa, stationiert in Wellington                                                  |
| 1981–1985 | H. Monroe Browne             | Zeitgleich akkreditiert in Samoa, stationiert in Wellington                                                  |
| 1986–1989 | Paul Matthews Cleveland      | Zeitgleich akkreditiert in Samoa, stationiert in Wellington                                                  |
| 1989–1992 | Della M. Newman              | Zeitgleich akkreditiert in Samoa, stationiert in Wellington                                                  |
| 1994–1999 | Josiah Horton Beeman         | Zeitgleich akkreditiert in Samoa, stationiert in Wellington                                                  |
| 1999–2001 | Carol Moseley-Braun          | Zeitgleich akkreditiert in Samoa, stationiert in Wellington                                                  |
| 2001–2005 | Charles J. Swindells         | Zeitgleich akkreditiert in Samoa, stationiert in Wellington                                                  |
| 2005–2008 | William Paul McCormick       | Zeitgleich akkreditiert in Samoa, stationiert in Wellington                                                  |
| 2009–2014 | David Huebner                | Zeitgleich akkreditiert in Samoa, stationiert in Wellington                                                  |
| 2015–2017 | Mark D. Gilbert              | Zeitgleich akkreditiert in Samoa, stationiert in Wellington                                                  |
| 2017–2020 | Scott P. Brown               | Zeitgleich akkreditiert in Samoa, stationiert in Wellington                                                  |
| 2021–     | Thomas Stewart Udall         | Zeitgleich akkreditiert in Samoa, stationiert in Wellington                                                  |